# 托倫吉特
托倫吉特，是哈薩克族社會的特殊組成部分，他們不屬任何玉茲和部落，專為可汗和蘇丹服務，是可汗權力的可靠支援者。

## 民族名稱
托倫吉特一名來自厄魯特蒙古中的“帖良古惕”，另一說是鐵勒中的“多濫葛”。

## 歷史
哈薩克人的托倫吉特始祖是由16世紀後和哈薩克汗國戰爭中被俘的厄魯特戰士組成，遠祖是居住在阿爾泰山一帶的厄魯特人，之後他們成為可汗的僕人和保鑣，也改信伊斯蘭教融入哈薩克族。
但他們不是奴隸，他們是可汗或苏丹的行政機構。他們確保了遊牧國家行政權力的組織和法律機制的工作，私人保鏢、可汗衛隊、司法和行政部門決定的執行者、外交專員和稅吏。
目前，他們主要生活在哈薩克斯坦西北部、俄羅斯歐洲部分的東南部。与小玉茲辖地相邻。
在20世紀初他們和托熱的人口共53000人。